# Voïvodie de Toruń
La voïvodie de Toruń (en polonais Województwo toruńskie) était une unité de division administrative et un gouvernement local de Pologne entre 1975 et 1998.
En 1999, son territoire est intégré dans la Voïvodie de Couïavie-Poméranie et la Voïvodie de Varmie-Mazurie.
Sa capitale était Toruń.

## Villes
Population au 31 décembre 1998 :
- Toruń - 206 158
- Grudziądz - 102 434
- Brodnica - 27 895
- Chełmno - 22 138
- Chełmża - 15 408
- Wąbrzeźno - 14 132
- Golub-Dobrzyń - 13 005
- Nowe Miasto Lubawskie - 10 776
- Kowalewo Pomorskie - 4 069
- Jabłonowo Pomorskie - 3 704
- Łasin - 3 200
- Radzyń Chełmiński - 1 400
- Górzno - 1 200

## Bureaux de district
Sur la base de la loi du 22 mars 1990, les autorités locales de l'administration publique générale, ont créé 4 régions administratives associant plusieurs municipalités.
- Brodnica (Brodnica, Nowe Miasto Lubawskie, gmina Biskupiec, gmina Bobrowo, gmina Brodnica,  gmina Brzozie, gmina Górzno, gmina Grążawy, gmina Grodziczno, gmina Jabłonowo Pomorskie, gmina Kurzętnik, gmina Nowe Miasto Lubawskie, gmina Osiek, gmina Świedziebnia, gmina Wąpielsk et gmina Zbiczno)
- Grudziądz (Chełmno, Grudziądz, gmina Chełmno, gmina Grudziądz, gmina Gruta, gmina Lisewo, gmina Łasin, gmina Rogóźno, gmina Stolno et gmina Świecie n. Osą)
- Toruń (Chełmża, Golub-Dobrzyń, Toruń, gmina Chełmża, gmina Ciechocin, gmina Golub-Dobrzyń, gmina Kijewo Królewskie, gmina Kowalewo Pomorskie, gmina Lubicz, gmina Łubianka, gmina Łysomice, gmina Obrowo,  gmina Papowo Biskupie, gmina Radomin, gmina Unisław, gmina Wielka Nieszawka et gmina Zławieś Wielka)
- Wąbrzeźno (Wąbrzeźno, gmina Dębowa Łąka, gmina Książki, gmina Płużnica, gmina Radzyń Chełmiński et gmina Wąbrzeźno)

## Évolution démographique
| année      | 1975    | 1980    | 1985    | 1990    | 1995    | 1998    |
| population | 587 400 | 610 800 | 640 600 | 659 100 | 671 100 | 674 800 |